# Сан-Онофре (Колумбия)
Сан-Онофре (исп. San Onofre) — город и муниципалитет на севере Колумбии, на территории департамента Сукре. Входит в состав субрегиона Морроскильо.

## История
Поселение, из которого позднее вырос город, было основано 12 июня 1774 года. Муниципалитет Сан-Онофре был выделен в отдельную административную единицу в 1839 году.

## Географическое положение

Муниципалитет Сан-Онофре

Город расположен в северной части департамента, в пределах Прикарибской низменности, на расстоянии приблизительно 47 километров к северо-западу от города Синселехо, административного центра департамента. Абсолютная высота — 37 метров над уровнем моря.
Муниципалитет Сан-Онофре граничит на юге с территориями муниципалитетов Толу, Толувьехо и Колосо, на севере и востоке — с территорией департамента Боливар, на западе омывается водами Карибского моря. Площадь муниципалитета составляет 1102 км².

## Население
По данным Национального административного департамента статистики Колумбии, совокупная численность населения города и муниципалитета в 2015 году составляла 50 214 человек.
Динамика численности населения муниципалитета по годам:
| 2005   | 2006   | 2007   | 2008   | 2009   | 2010   | 2011   | 2012   | 2013   | 2014   | 2015   |
| ------ | ------ | ------ | ------ | ------ | ------ | ------ | ------ | ------ | ------ | ------ |
| 46 383 | 46 702 | 47 046 | 47 407 | 47 783 | 48 172 | 48 566 | 48 961 | 49 372 | 49 784 | 50 214 |

Согласно данным переписи 2005 года мужчины составляли 51,6 % от населения Сан-Онофре, женщины — соответственно 48,4 %. В расовом отношении негры, мулаты и райсальцы составляли 94,4 % от населения города; белые и метисы — 3,3 %; индейцы — 2,3 %.
Уровень грамотности среди всего населения составлял 75,5 %.

## Экономика
69,8 % от общего числа городских и муниципальных предприятий составляют предприятия торговой сферы, 20,9 % — предприятия сферы обслуживания, 7,7 % — промышленные предприятия, 1,6 % — предприятия иных отраслей экономики.

## Транспорт
Через город проходит национальное шоссе № 90.